# ドテネ/Dotene
ドテネ（Dotene）は、YouTuberのフィッシャーズが開設・商品開発・商品監修を手掛けており、食品・雑貨・玩具・アパレルなどを販売するオリジナルライフスタイルブランド。

## 概要
2022年4月25日開設のフィッシャーズオリジナルライフスタイルブランド「ドテネ/Dotene」は、食品・雑貨・玩具・アパレルなど販売する商品はフィッシャーズが監修しているものになっている。ドテネの名前の由来は「ドテネ/Dotene＝土手ね」とフィッシャーズが学生時代に遊ぶ約束をした時の言葉をブランド名にした。ドテネがみんなの集合場所になるようにすると願いが込められている。キャッチコピーは「よく食べて、よく遊ぼう！」。
ドテネのオリジナルキャラクターが存在する。名前は「どてねくん」。これはフィッシャーズが考案したキャラクターである。どてねくんは商品のパッケージやDotene公式ホームページ、公式SNSによく登場する。その他にもフィッシャーズのチャンネルで公開している動画内にも稀に登場することもある。
Doteneの売り上げや人気度は年々上昇している。新商品が発売されるたびや再入荷されるたびににすぐに品切れ状態になるほどの人気ブランドとなっている。

## 沿革
- 2022年
  - 4月25日：ドテネ/Dotene 開設。第1弾商品「お金グミ」を発売する事を発表した[2]。
  - 5月26日：5月30日に発売を予定していた第1弾商品「お金グミ」の発売を延期すると発表した[3]。
  - 6月9日：第2弾商品「びっくら?たまご おふろ釣りボム」を発売する事を発表した[4]。
  - 9月13日：第1弾商品「お金グミ」が全国のコンビニエンスストア・オンラインストアにて発売された。また、フィッシャーズのチャンネルにて発売記念ライブ配信を行った[5][6]。
  - 9月16日 - 17日：東京ビッグサイトにて行われた「東京おもちゃショー2022」に第2弾商品「びっくら?たまご おふろ釣りボム」が展示された[7][8][9]。
  - 10月14日：第2弾商品「びっくら?たまご おふろ釣りボム」が全国のドラックストア・オンラインストアにて発売された。またフィッシャーズのチャンネルにて発売記念ライブ配信を行った[10][11]。
  - 12月21日 - 26日：「Dotene クリスマスボックス」がオンラインストア限定で期間数量限定で発売された。[12][13]。
  - 12月27日：「お金グミ5袋＋どてねくんぬいぐるみキーホルダーセット」がオンラインストアにてレギュラー商品となって発売された[14]。
- 2023年
  - 1月16日：第1弾商品「お金グミ」が新たに全国のスーパーマーケット、ドラックストアで発売開始された。これより「お金グミ」が全国各地でさらに買いやすくなった。[15]
  - 3月13日：第3弾商品「のびろー」を発売することを発表した。[16]
  - 3月15日：第３弾商品「のびろー」がオンラインストア・楽天市場で発売された。[17]
  - ５月12日〜14日：第3弾商品「のびろー」販売記念POP UPストアをイトーヨーカドーららぽーと横浜店（神奈川県横浜市）にて開催。
  - ５月26日〜28日：第3弾商品「のびろー」販売記念POP UPストアをアリオ八尾（大阪府八尾市）にて開催。
  - 7月3日：第３弾商品「のびろー」を全国のドン・キホーテで販売するすることを発表。
  - 11月17日〜2024年1月：SEGAとコラボし、フィッシャーズ×DoteneのSEGAプライズ（クレーンゲーム景品）が登場。全国のゲームセンターに登場する。
  - 11月20日：第4弾商品「お金グミ コーラ味」を発売することを発表した。[18]
  - 11月20日：「お金グミ クリスマスギフトセット」「お金グミ ホリデーギフトセット』がオンラインストア限定で期間限定発売された。
- 2024年
  - 5月26日：第5弾商品「びっくら？たまご おふろ釣りボム」第2弾を発売することを発表した[19]。

## 商品一覧
|       | 商品名                         | 発売日         | 商品タイプ       |
| ----- | ------------------------------ | -------------- | ---------------- |
| 第1弾 | お金グミ                       | 2022年9月13日  | お菓子・グミ     |
| 第2弾 | びっくら?たまご おふろ釣りボム | 2022年10月14日 | 雑貨・入浴剤     |
| 第3弾 | のびろー                       | 2023年3月15日  | 成長サポート飲料 |
| 第4弾 | お金グミ コーラ味              | 2023年11月28日 | お菓子・グミ     |

## 商品概要

### お金グミ
2022年9月13日より全国のコンビニエンスストア（セブンイレブン・ファミリーマート）・オンラインストアにて、2023年1月16日より全国のスーパーマーケット・ドラックストアにて販売されている。お菓子・グミ商品。
お金グミは乳酸菌100億個が入ったマスカット味のグミに1円・5円・10円・100円・500円・1,000円が本物そっくりに書かれており，値段によって大きさや食感が異なっている。1袋には51gに均一されているが、グミはランダムに入っている。袋によって入っている値段も異なっているので、仲間といくら入っているのか競い合ったり、一人でお金を数える練習ができる新感覚グミとなっている。UHA味覚糖とのコラボ商品。

### びっくら?たまご おふろ釣りボム
2022年10月14日より全国のドラックストアとオンラインストアにて発売されている。雑貨・入浴剤商品。
バンダイが出している「びっくら?たまご ドラマチック風呂」シリーズの最新作。他の「びっくら?たまご」と同様に球体の入浴剤を風呂につけて浮き上がるフィギュアをゲットできる。おふろ釣りボムは風呂に入浴剤を入れると浮きが出てくる。浮きが出てきたら付属の専用の釣竿を使い魚のフィギュアを釣ることができる。魚のフィギュアは全6種類あり、中にはレア2種（フィッシャーズロゴが描かれた長靴・リュウグウノツカイ）とシークレットレアが存在する。

### のびろー
2023年3月15日よりオンラインストアと楽天市場にて発売されている。成長サポート飲料。
カルシウムや乳酸菌、鉄分が大量に配合されたミルクココア味・イチゴミルク味の2種類の粉末が販売されており、その粉末と牛乳を合わせて飲む。また飲み物以外にトルコアイスが作れてアイスを食べながら成長することもできる。

### お金グミ コーラ味
2023年11月28日により全国のコンビニエンスストア（セブンイレブン・ファミリーマート・ローソン）とオンラインストアにて販売されている｡お菓子・グミ商品。
第1弾商品「お金グミ」の新フレーバーとしてコーラ味の「お金グミ」が登場。「お金グミ」の特徴は第1弾商品「お金グミ」と同じである。今回もUHA味覚糖とのコラボ商品である。

## 期間限定商品

### クリスマスボックス
2022年12月21日よりオンラインストアで販売され、同年12月26日に販売終了。
当時Doteneでは初となるセット形式での商品となった。歴代発売された商品（お金グミ・おふろ釣りボム）を始め、Doteneマスコットキャラクター「どてねくん」のグッズ「どてねくんぬいぐるみキーホルダー」がどのセットにも付いてきたり「どてねくんTシャツ」が初販売されるなどクリスマスならではの限定商品が発売された。
- Doteneクリスマスボックス お金グミ5袋＋どてねくんぬいぐるみキーホルダーセット
- Doteneクリスマスボックス おふろ釣りボム2個＋どてねくんぬいぐるみキーホルダーセット
- Doteneクリスマスボックス どてねくんTシャツ＋どてねくんぬいぐるみキーホルダーセット

### お金グミ クリスマスギフトセット
2023年11月20日よりオンラインストアで期間限定で販売された。
クリスマス限定デザインの箱にお金グミコーラ味5袋とどてねくんぬいぐるみキーホルダーがセットになったギフトボックスである。

### お金グミ ホリデーギフトセット
2023年11月20日よりオンラインストアで期間限定で発売された。
ホリデーシーズン限定デザインの箱にお金グミコーラ味5袋とどてねくんぬいぐるみキーホルダーがセットになったギフトボックスである。

## 販売場所
2023年11月28日時点
| 販売場所                 | 取り扱い商品                 |
| ------------------------ | ---------------------------- |
| セブンイレブン           | お金グミ・お金グミコーラ味   |
| ファミリーマート         | お金グミ・お金グミコーラ味   |
| スーパーマーケット各店舗 | お金グミ                     |
| ドラックストア各店舗     | お金グミ・お風呂釣りボム     |
| ドン・キホーテ           | のびろー                     |
| ローソン                 | お金グミコーラ味             |
| 公式オンラインストア     | 全品                         |
| 楽天市場                 | 全品（お金グミコーラ味以外） |
| Amazon                   | 全品（お金グミコーラ味以外） |

## 企業とのコラボ実績
| コラボ先の企業 | コラボ実施日              | 内容                         |
| -------------- | ------------------------- | ---------------------------- |
| UHA味覚糖      | 2022年9月13日〜           | お金グミを制作               |
| UHA味覚糖      | 2023年11月28日〜          | お金グミコーラ味を制作       |
| バンダイ       | 2022年10月14日〜          | お風呂釣りボムを制作         |
| SEGA           | 2023年11月17日〜2024年1月 | セガプライス（景品）を制作。 |

## イベント

### Dotene のびろー販売記念POP UPストア
2023年5月12日〜14日に関東方面（神奈川県）・2023年5月26日〜28日に関西方面（大阪府）のショッピングモールの特設会場にてPOP UPストアをそれぞれの会場で三日間の期間限定で開催された。POP UPストアにはのびろーのとどてねくんぬいぐるみキーホルダーなどが販売されていた。のびろー以外のDoteneオリジナル商品の販売は無かった。また、会場内にはフォトスポットとアトラクション（ミニゲーム）があった。イベント最終日にはフィッシャーズがPOP UPストアに来場し「お渡し会」を開催した。

## 外部サイト
- Dotene 公式ホームページ・公式オンラインストア
- Dotene ドテネ/Dotene (@dotene_official Dotene) - X（旧Twitter）
- ドテネ/Dotene (@dotene_official) - Instagram
- Dotene びっくら?たまご おふろ釣りボム（バンダイ公式ホームページ）